# Исмаил Рафат
Исмаил Рафат (3. јануар 1912. — 2004)  био јеегипатски фудбалски везиста који је играо за Египат на Светском првенству у фудбалу 1934. Играо је и за Замалек.